# Bulls on Parade
Bulls on Parade è un singolo del gruppo musicale statunitense Rage Against the Machine, pubblicato il 9 febbraio 1996 dalla Epic Records. Il brano Bulls on Parade è anche contenuto nel loro secondo album in studio Evil Empire, pubblicato nell'aprile dello stesso anno.

## Il brano
Oltre che per gli argomenti tratti nel testo, il brano è noto per l'assolo di chitarra di Tom Morello, durante il quale il chitarrista produce un suono simile a quello dello scratch di un DJ. Tecnicamente, l'effetto è ottenuto mediante lo strofinamento della mano sinistra sulle corde, mentre l'altra muove alternativamente lo switch dei pick-up della chitarra. Per fare questo è necessario quindi impostare il volume del neck pick-up a zero.
La canzone è stata suonata al Saturday Night Live nell'aprile del 1996. Il programma prevedeva l'esecuzione in totale di due canzoni da parte della band, che furono poi ridotte a un singolo pezzo poiché la band appese delle bandiere americane rovesciate sopra agli amplificatori. Le bandiere vennero rimosse da parte dello staff del programma e la band venne invitata a lasciare il palco dopo il primo brano. Si trattava di un gesto di protesta da parte del gruppo verso l'allora candidato alle primarie del partito repubblicano Steve Forbes, presente in studio come ospite della trasmissione televisiva.

## Il testo
Il testo del brano contiene un attacco a quello che è un fenomeno che viene definito come complesso militare-industriale e che rappresenta la tendenza da parte dell'industria, quella bellica in particolare, a incoraggiare il governo a intraprendere azioni militari, al fine di poter stipulare nuovi contratti e aumentare i propri profitti. Versi come «Weapons not food, not homes, not shoes, not need, just feed the war cannibal animal» o «What we don't know keeps tha contracts alive an movin'» sono solo alcuni esempi delle numerose allusioni presenti nel testo della canzone e relative a questo argomento.
La frase «Terror rains drenchin', quenchin' tha thirst of tha power dons» starebbe a denunciare come la paura verso il terrorismo sia usata da parte del governo statunitense per manipolare il popolo americano e indurlo ad accettare dubbie azioni militari da parte del proprio Paese. Le parole "terror rains" (letteralmente, "il terrore piove") contengono inoltre un doppio senso poiché si pronunciano allo stesso modo di "terror reigns", che in italiano significa letteralmente "il terrore regna". Questo sarebbe un riferimento all'uso che viene fatto del terrore come strumento di governo.

## Tracce
1. Bulls on Parade – 3:50
2. Hadda Be Playing on a Jukebox (Live) – 8:03

## Formazione
- Zack de la Rocha - voce
- Tom Morello - chitarra
- Tim Commerford - basso
- Brad Wilk - batteria

## Curiosità
Bulls on Parade è presente nel videogioco Guitar Hero III: Legends of Rock.
Una piccola parte di Bulls on Parade è stata campionata dai Prodigy e compare nel loro brano Smack My Bitch Up. Si può ascoltare al minuto 2:15.